# Португальская гитара
Португальская гитара (порт. guitarra portuguesa) — струнный щипковый музыкальный инструмент из семейства цистр. Содержит 10—12 стальных струн, объединённых в двухструнные хоры. Типичная настройка: C1 E1 G1 C2 E2 G2 . Существуют и другие настройки: «лиссабонская» D1 A1 B1 E2 A2 B2 и «коимбрская» C1 G1 A1 D2 G2 A2 . Происхождение португальской гитары большинство исследователей связывают с английской гитарой, импортированной в Португалию во времена британского протектората (XVIII—XIX вв.).
Португальская гитара — основной музыкальный инструмент для сопровождения модиньи (сентиментальный романс, популярный в салонах конца XVIII и начала XIX вв.) и фаду (вид традиционной португальской музыки).
Начало нотированной музыке для португальской гитары положил Антониу да Силва Лейте (Silva Leite), который опубликовал школу игры на ней (Лиссабон, 1796) и сочинил для португальской гитары (в том числе, для гитарного дуэта) ряд пьес в различных жанрах — как «облегченных» (менуэты, марши, гавоты, контрдансы, котильоны и др.), так и «серьёзных» (сонаты). В XX в. и в наши дни авторы музыки для португальской гитары и гитаристы-виртуозы, как правило, — одно и то же лицо. Среди них Антониу Шаиньо (Chainho) и Карлуш Паредеш (Paredes). Последнему ставят в заслугу выведение португальской гитары из таверны на большую концертную эстраду. Активно пропагандировал португальскую гитару Педру Кальдейра Кабрал (Cabral) — исполнитель, композитор и музыковед, автор книги и научно-популярных статей об этом инструменте.

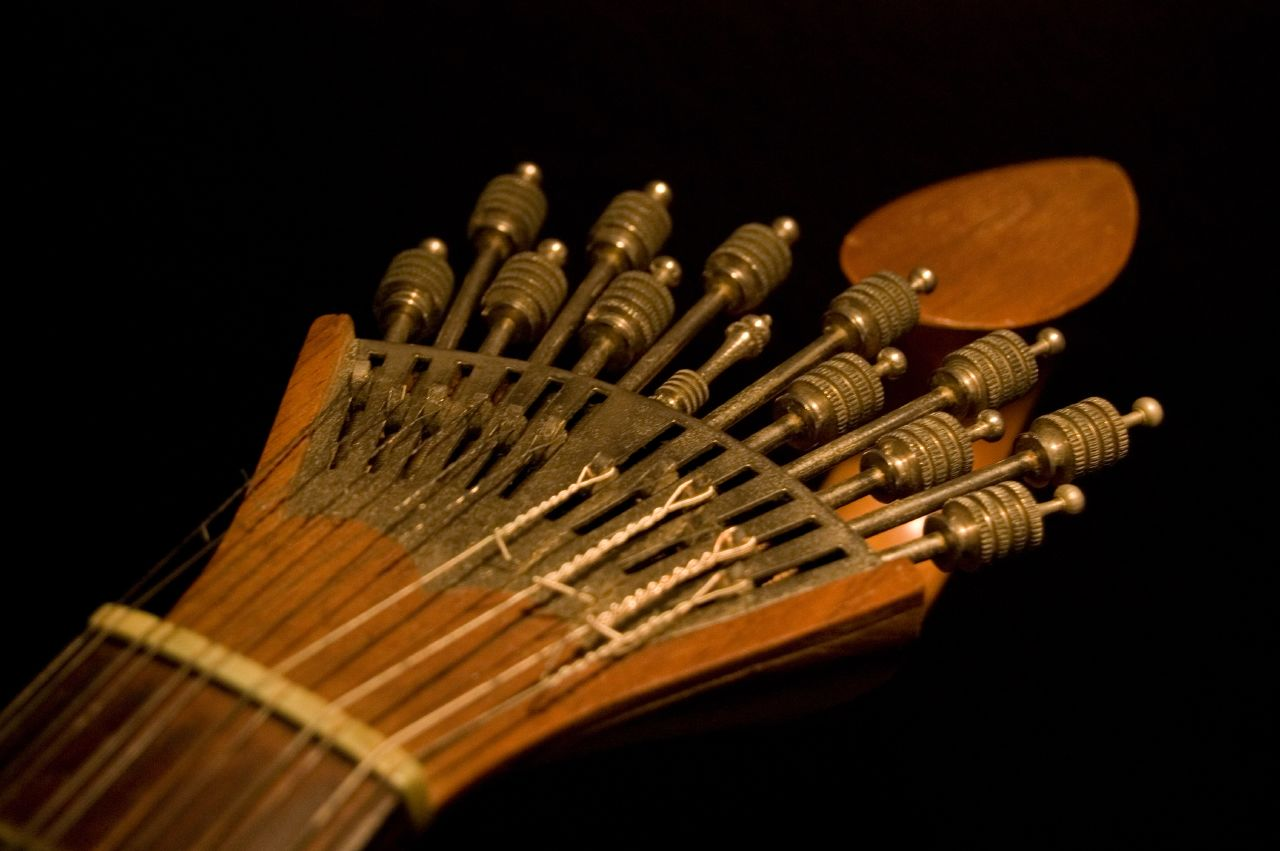
Головка грифа с настроечным механизмом
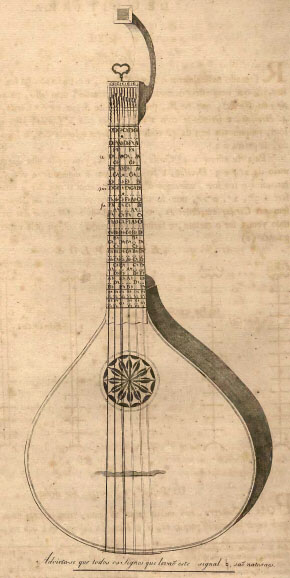
Гравюра из учебника А. да Силвы Лейте. Лиссабон, 1796